# Matrículas automovilísticas de Francia

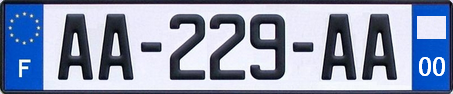
Matrícula de Francia, en la que se encuentran dos letras (empezando por la AA), tres números, y al final dos letras. Al principio se encuentra la "F" de Francia en la Unión Europea, y al final, en la parte derecha hay dos números pertenecientes al departamento, y encima de estos números se encuentra el símbolo de la región.

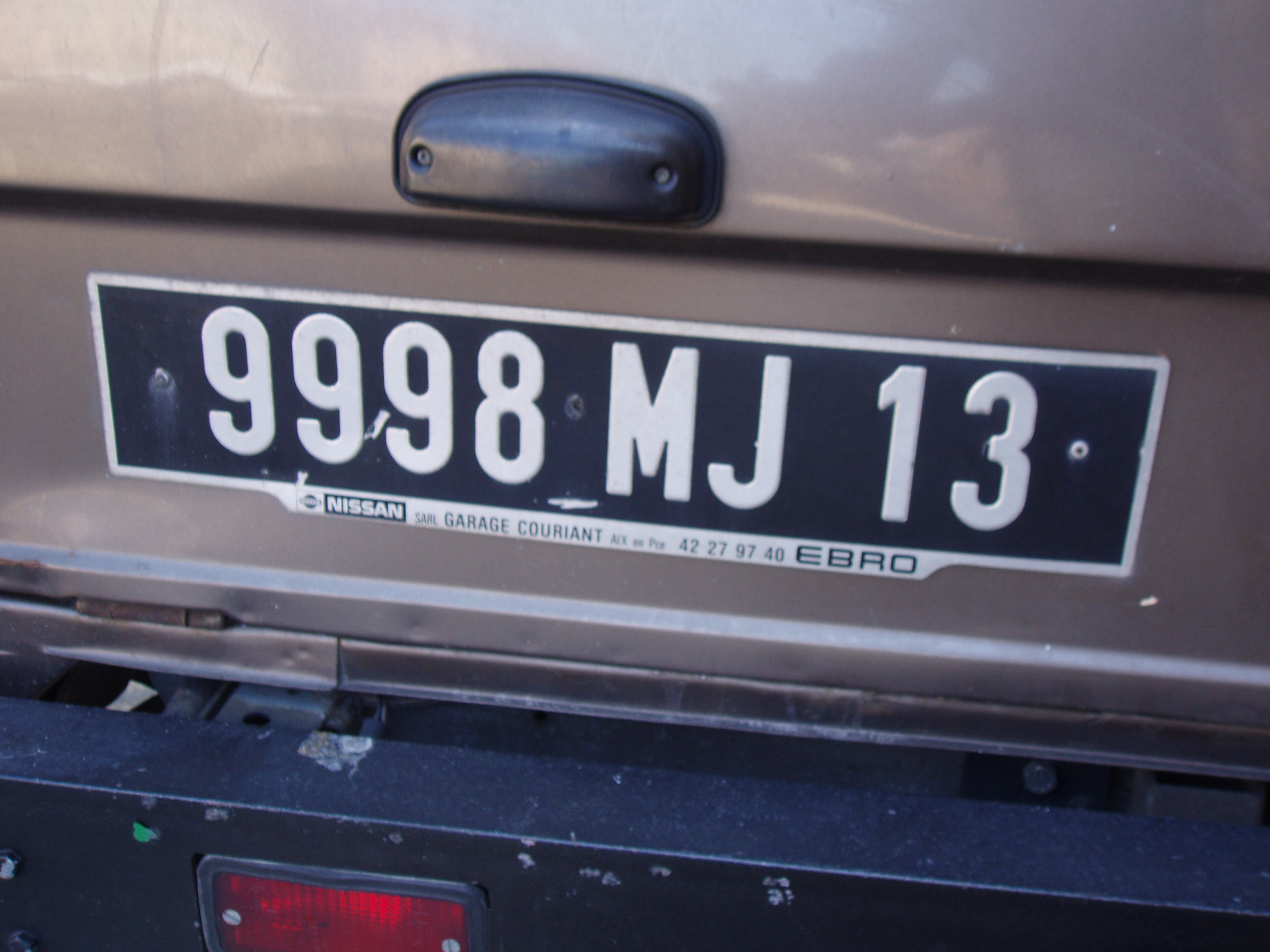
Antigua matrícula francesa utilizada hasta 1993. El 13 es el número del departamento de Bocas del Ródano.

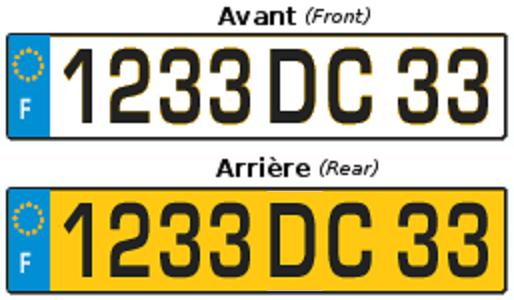
Placa de matriculación tipo FNI.

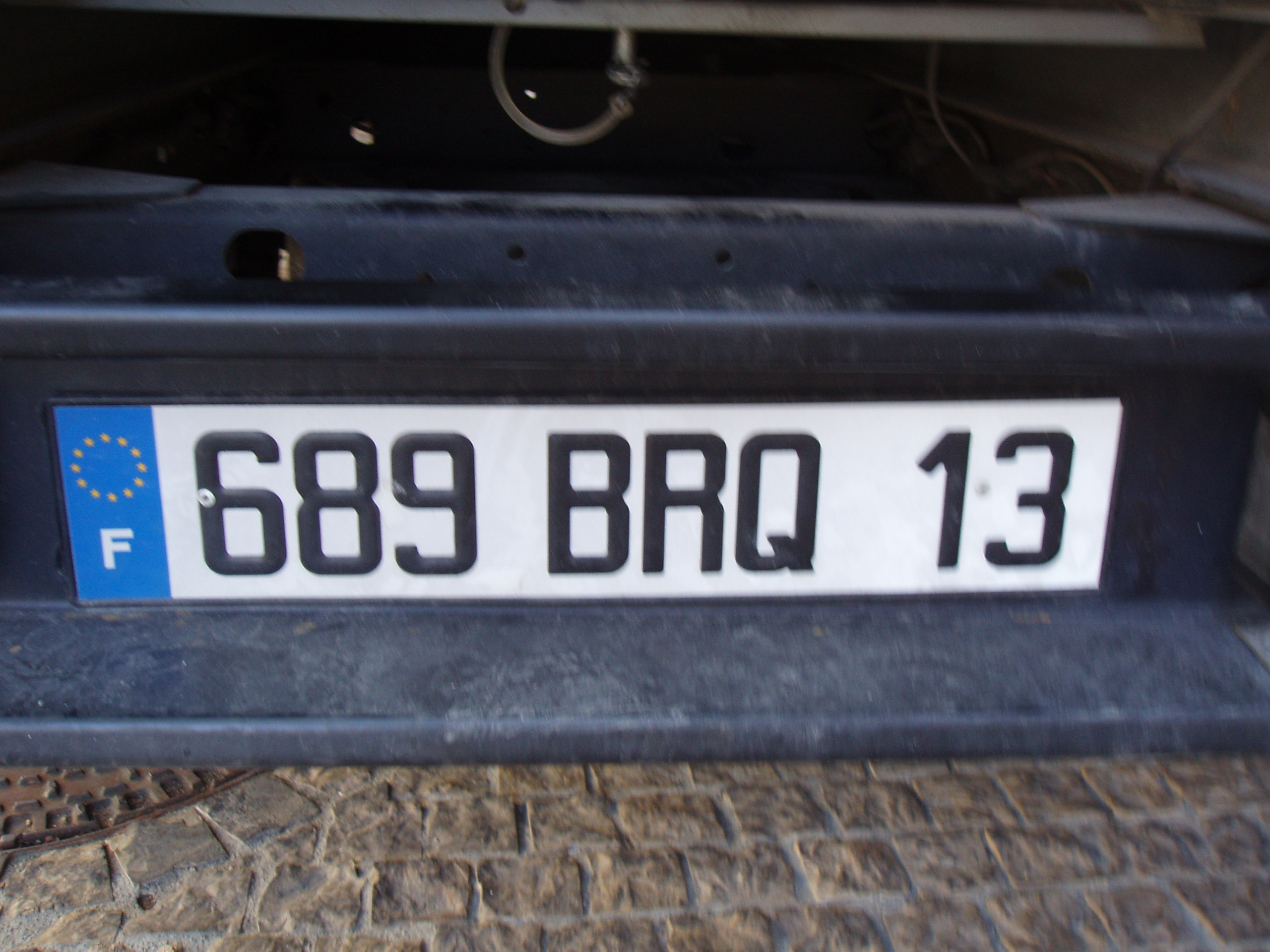
Antigua matrícula francesa utilizada desde 1993 hasta abril de 2009 (tipo FNI). El 13 es el número del departamento de Bocas del Ródano.

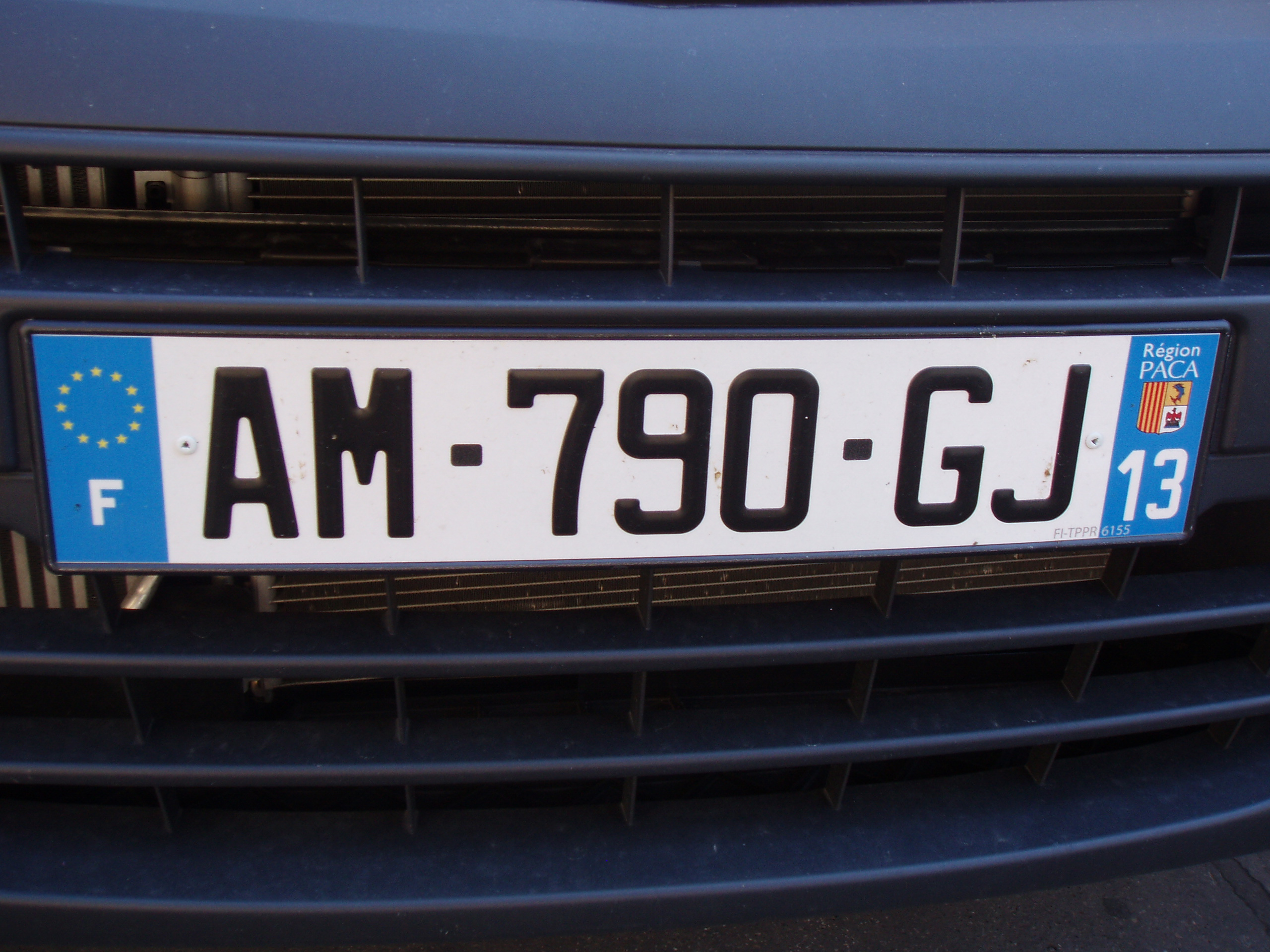
Actual matrícula francesa utilizada desde abril de 2009 (tipo SIV). El 13 es el número del departamento de Bocas del Ródano.

Desde el año 2009, las matrículas automovilísticas francesas son blancas y con caracteres negros. Hasta 1993, las placas eran negras con caracteres blancos, y desde ese año hasta 2009 se utilizó una placa blanca delantera y una amarilla trasera, ambas con caracteres negros. Actualmente son del formato común de la Unión Europea.

## Registro tipo FNI
Esta matrícula se utilizó hasta el 14 de octubre de 2009. La placa se componía de 4 dígitos seguidos de 2 letras y después dos números correspondientes al departamento, exceptuando a Córcega, porque la isla se dividió en dos departamentos y el 20 anterior se sustituyó por 2A y 2B.
Cuando se acababan los números en un departamento, las placas pasaban a tener 3 números y tres letras, además del número de identificación del departamento: F|999-AAA-99.
La matrícula pertenecía al vehículo pero había de cambiarse cuando cambiaba de propietario o éste cambiaba de domicilio a otro departamento.
El 1 de enero de 1993, las placas reflectantes fueron obligatorias con el color blanco delante y amarillo en la parte trasera.
El 1 de julio de 2004 se hizo obligatoria la "F" con el símbolo europeo.
El 10 de mayo de 2007 se hizo opcional colocar también en la parte trasera una matrícula blanca.

### Combinaciones
- Para facilitar la lectura, las letras I y O no se utilizaron para evitar la confusión con los números 1 y 0 en las lecturas automáticas. En 1984 la letra "U" se retiró para evitar la confusión con la letra "V".

- Los números del 1 al 9 de departamento llevan delante un 0.

## Tipo SIV (desde el 15 de abril de 2009)
El modelo AA-000-AA entró en vigor el 15 de abril de 2009. Esta matrícula se concede a un vehículo durante toda su vida útil, aunque su propietario cambie de departamento, región o similares.
Este sistema de matrículas ofrece varias ventajas:
- Simplificar los procedimientos administrativos para los automovilistas.
- Luchar contra la delincuencia y aplicar mejor la ley en vehículos.

Además, con este nuevo sistema se sustituye el antiguo del FNI, con el que se tenía previsto acabar el cupo para el año 2025.

### Principales características
El SIV es un sistema informático que contiene los datos personales.
El identificador de la región se compone de los logotipos regionales y su departamento. En consecuencia, se hace más difícil de leer el número de departamento. Tan solo Mayotte (un territorio ultramarino de Francia), con el número 976, no tiene ningún logotipo en la parte superior.
A la hora de elegir logotipo regional, los 26 consejos regionales eligieron sus emblemas, a excepción de Alsacia (eligió la heráldica), Bretaña (eligió la bandera bretona, con la traducción de Bretaña al bretón) y Córcega (eligió la cabeza de moro).

### Sistema de números
Cada vehículo tiene asignado un número durante toda su vida, independientemente de la región a la que pertenezca su dueño. El número de la matrícula consta de dos letras, guion, tres dígitos, guion y dos letras.
La numeración se realiza de forma secuencial y a nivel nacional, de AA-001-AA a ZZ-999-ZZ. En la numeración no se ponen ni la I, ni la O, ni la U.
Con 3 millones de vehículos nuevos al año, se prevé que esta numeración dure aproximadamente 80 años más.
El primer coche matriculado con este nuevo sistema fue un Mazda 6 blanco.

## Territorios ultramarinos

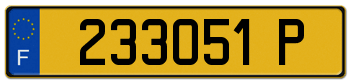
Matrícula de la Polinesia Francesa (986)

En cuanto a los territorios ultramarinos franceses, se dividen en los departamentos y comunidades en los que se utilizan los números del 971 al 978. Estas matrículas llevan el sistema SIV.
También se encuentran las que llevan su propio sistema de matriculación, que son:
- Nueva Caledonia: que son 6 dígitos seguidos de las letras NC.
- Polinesia Francesa: que son 6 dígitos seguidos de la letra P.
- Las Islas Kerguelen: que son dos dígitos (que indican el año de matriculación) seguido de 4 dígitos.
- Wallis y Fortuna: que son de 1 a 4 dígitos seguidos de las letras WF.

## Cuota
Desde el 1 de enero de 2009, todos los propietarios de vehículos deben pagar una tasa al adquirir una matrícula del tipo SIV.